# Army Nuclear Power Program

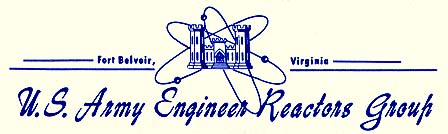

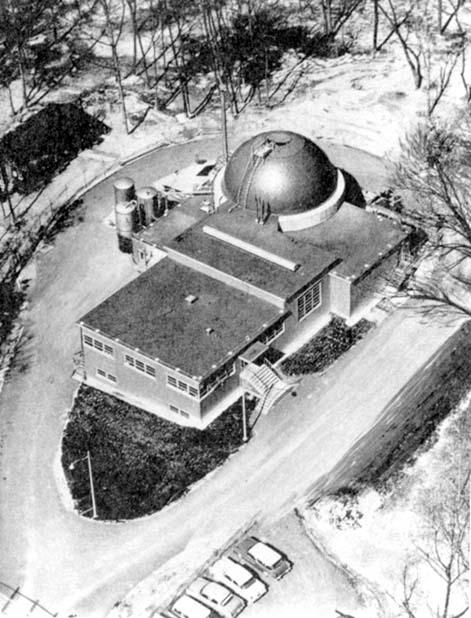
Der erste Reaktor (SM-1) des Army Nuclear Power Programs

Das Army Nuclear Power Program (ANPP; dt. „Kernkraft-Programm der Armee“) war ein Programm der United States Army zur Entwicklung kleiner Kernkraftwerke, die abgelegene und relativ unzugängliche Orte mit elektrischem Strom und Fernwärme versorgen sollten. Es wurde durch die US Army Engineer Reactors Group geleitet und hatte sein Hauptquartier in Fort Belvoir, Virginia.
Das Programm konnte einige bemerkenswerte Errungenschaften vorweisen, letztlich wurde es aber als „Lösung eines nicht existierenden Problems“ gesehen. Insgesamt wurden acht Kernkraftwerke, unter anderem in Alaska, auf Grönland und in der Antarktis, gebaut und betrieben. Das Programm lief von 1954 bis 1977, als der letzte Kernreaktor außer Betrieb genommen wurde.

## Geschichte
Bereits 1952 gab es in den Vereinigten Staaten Interesse an der möglichen Anwendung der Kernenergie für landgestützte militärische Zwecke. Ein Memo des US-Verteidigungsministers vom 10. Februar 1954 sprach der United States Army die Verantwortung zu, „Kernkraftwerke zu entwickeln, die abgelegene und relativ unzugängliche militärische Einrichtungen mit Wärme und Elektrizität versorgen“. Das Department of the Army richtete daraufhin das Army Nuclear Power Program ein und wies es dem Corps of Engineers zu.
Der Atomic Energy Act of 1946 hatte die Atomic Energy Commission für Forschung und Entwicklung im Kernenergiebereich verantwortlich gemacht, sodass das Programm eine gemeinsame behördenübergreifende Aktivität des Department of the Army und der Atomic Energy Commission wurde. Als der überarbeitete Atomic Energy Act of 1954 in Kraft trat, autorisierte Paragraf 91b das Department of Defense, spezielles nukleares Material zur Nutzung in Verteidigungsanlagen zu erwerben. Am 9. April 1954 richtete der Leiter des Corps of Engineers die US Army Engineer Reactors Group ein, die die Aufträge des Department of the Army durchführen sollte. Der Fokus des Army Nuclear Power Programs lag dabei auf Energieproduktionsanlagen, während das parallel durchgeführte Naval Reactors Program sich auf den Nuklearantrieb von Unterseebooten und Schiffen konzentrierte.
Die Atomic Energy Commission kam jedoch nach einigen Jahren zum Schluss, dass die Wahrscheinlichkeit dafür, dass die Ziele des Programms in zeitiger Weise und mit angemessenen Kosten erreicht werden könnten, nicht hoch genug sei, um die Vorhaben weiter zu finanzieren. Kürzungen des Militärbudgets für langfristige Forschungs- und Entwicklungsarbeiten aufgrund des Vietnamkriegs veranlassten schließlich 1966 die Atomic Energy Commission dazu, ihre Unterstützung des Programms auslaufen zu lassen. Die Kosten der Entwicklung und Herstellung kompakter Kernkraftwerke waren letztlich so hoch, dass sie nur gerechtfertigt hätten werden können, wenn die Reaktoren einmalige Fähigkeiten gehabt hätten und mit einem klar definierten, vom Department of Defense unterstützten Ziel versehen gewesen wären. In der Folge wurde die Beteiligung der United States Army an der Forschung und Entwicklung von Kernkraftwerken stetig reduziert und letztlich gestoppt.
Der letzte Kernreaktor wurde 1977 abgeschaltet, es wurden jedoch noch Arbeiten bis zur Stilllegung oder sicheren Einschließung der Anlagen weitergeführt.

## Aufgaben und Ziele
Im Wesentlichen waren die Aufgaben des Army Nuclear Power Programs:
- gemeinsam mit der Atomic Energy Commission Forschung und Entwicklung im Bereich der Kernkraftwerke durchzuführen;
- die Kernkraftwerke des Corps of Engineers zu betreiben;
- Ausbildungsmaßnahmen zum Betrieb dieser Kernkraftwerke durchzuführen;
- anderen Behörden, sofern benötigt, technische Unterstützung zu geben und
- Programme zur Anwendung von Kernreaktoren zur militärischen Verwendung zu entwickeln.

In einer durch das Department of the Army genehmigten Zielvereinbarung zur Entwicklung von Kernkraftwerken vom 7. Januar 1965 waren die Ziele des Programms:
- die Reduktion oder Beseitigung der Abhängigkeit von fossilen Brennstoffen;
- die Reduktion oder Beseitigung der logistischen Lasten des Betriebs konventioneller Kernkraftwerke;
- ein verlässlicher Betrieb;
- ein selten notwendiger Brennstoffwechsel und Wartung;
- eine reduzierte Belegschaft mit dem letztlichen Ziel eines unbeaufsichtigten Betriebs;
- Transportfähigkeit, Mobilität und Reaktionszeiten, die kompatibel mit der unterstützten Mission oder Ausrüstung sind und
- eine verbesserte Kosteneffizienz.

## Kernkraftwerke
Im Army Nuclear Power Program wurden insgesamt acht Kernreaktoren bzw. Kernkraftwerke gebaut. Der Wärmewirkungsgrad ist bei Kraftwerken typischerweise im Bereich von 30–40 %, bei den ANPP-Reaktoren lag er aus verschiedenen Gründen nur bei etwa 20 %. Die außerhalb der Anlage verfügbare elektrische Energie war in manchen Anlagen durch die Entnahme von Wasserdampf zur Wärmeversorgung und in allen Anlagen durch die Notwendigkeit der Versorgung des Kernkraftwerks selbst limitiert.
Durch die Notwendigkeit einer kleinen Größe nutzten alle Reaktoren mit Ausnahme des MH-1A auf 93 % angereichertes Uran. Der MH-1A hatte mehr Platz und Gewichtskapazität zur Verfügung und konnte deswegen mit schwach angereichertem Uran (4–7 %) arbeiten. Für kurze Zeit war ein Einsatz dieses Reaktors in Vietnam geplant, die Idee wurde aber schnell vom US-Außenministerium verworfen.
Die Anlagen werden in der Reihenfolge der ersten Kritikalität aufgeführt.
| Name  | elektrische Leistung       | Standort                                | Betrieb von – bis    | Entwickler                  | Anmerkungen | Bild |
| ----- | -------------------------- | --------------------------------------- | -------------------- | --------------------------- | --- | ---- |
| SM-1  | 2 MW                       | Fort Belvoir, Virginia                  | 8. Apr. 1957 – 1973  | American Locomotive Company | Das erste US-amerikanische Kernkraftwerk, das an das elektrische Netz angeschlossen wurde, mehrere Monate vor dem kommerziellen Kernkraftwerk Shippingport. Das Kraftwerk wurde primär zur Ausbildung und zur Durchführung von Tests statt zur Stromerzeugung für Fort Belvoir genutzt. |      |
| SL-1  | 300 kW                     | National Reactor Testing Station, Idaho | 11. Aug. 1958 – 1961 | Argonne National Laboratory | Ort eines tödlichen Unfalls an einem US-amerikanischen Kernreaktor am 3. Januar 1961, durch den der Reaktor zerstört wurde. Der SL-1 wurde entwickelt, um Erfahrung im Betrieb von Siedewasserreaktoren zu bekommen, um Performance-Kennzahlen zu erhalten, militärische Mannschaften zu trainieren und Komponenten zu testen. Die Firma Combustion Engineering wurde von der Atomic Energy Commission mit dem Betrieb des SL-1 beauftragt, die wiederum eine Betriebsmannschaft der Armee einstellte, um das Kernkraftwerk zu betreiben. Der Reaktor wurde spezifisch zur Versorgung von Frühwarnsystem-Stationen entwickelt. |      |
| PM-2A | 2 MW +Wärme                | Camp Century, Grönland                  | 3. Okt. 1960 – 1963  | American Locomotive Company | Der erste „portable“ Kernreaktor. Er wurde in Einzelstücke zerlegt nach Grönland gebracht, dort zusammengebaut, betrieben, wieder auseinandergebaut und zurück in die USA gebracht. Der PM-2A wurde entwickelt, um die Möglichkeit des Zusammenbaus eines Kernkraftwerks an einer entlegenen arktischen Station aufzuzeigen. Der Druckbehälter wurde in der Folge zur Untersuchung von Versprödungen durch Neutronen in Kohlenstoffstahl eingesetzt. |      |
| ML-1  | 140 kW                     | National Reactor Testing Station, Idaho | 30. Mär. 1961 – 1965 | Aerojet General Corporation | Besaß die erste Gasturbine mit einem geschlossenen Kreislauf. Der Reaktor wurde für eine Leistung von 300 kW entwickelt, er erreichte jedoch nur 140 kW. Er wurde nur für wenige hundert Stunden im Testlauf betrieben. Der Reaktor wurde als Test eines in eine Frachtladung integrierten Reaktors entwickelt, die durch militärische Sattelauflieger, Flachwagen oder Lastkähne transportiert werden konnte. |      |
| PM-1  | 1,25 MW +Wärme             | Sundance, Wyoming                       | 25. Feb. 1962 – 1968 | Martin Company              | War Eigentum der United States Air Force und wurde zur Versorgung einer Radarstation eingesetzt. Der PM-1 lieferte elektrischen Strom an das 731. Radar Squadron des North American Air Defense Command. |      |
| PM-3A | 1,75 MW +Wärme +Entsalzung | McMurdo-Station, Antarktis              | 3. Mär. 1962 – 1972  | Martin Company              | War Eigentum der United States Navy. Der Reaktor wurde entwickelt, um elektrischen Strom und Dampfbeheizung für die McMurdo-Station am McMurdo-Sund zu liefern. |      |
| SM-1A | 2 MW +Wärme                | Fort Greely, Alaska                     | 13. Mär. 1962 – 1972 | American Locomotive Company | Die erste feste Installation am Einsatzort, die unter dem Army Nuclear Power Program entwickelt wurde. Der Aufstellungsort wurde ausgewählt, um Konstruktionsmethoden an einem abgelegenen, arktischen Standort zu entwickeln. |      |
| MH-1A | 10 MW +Entsalzung          | Sturgis                                 | 24. Jan. 1967 – 1977 | Martin Marietta Corporation | War auf einem Schiff ohne eigenen Antrieb installiert, das aus einem Liberty-Frachter umgebaut und in der Panamakanalzone verankert wurde. Das Kraftwerksschiff befand sich von 1968 bis 1977 im Gatúnsee im Panamakanal, bis es zur Stilllegung zurück nach Fort Belvoir geschleppt wurde. Der Reaktor wurde 1978 zur James River Reserve Fleet gebracht, wo er zunächst für erwartete 50 Jahre sicher gelagert werden sollte. 2014 wurde mit dem Rückbau begonnen. Der MH-1A hatte einen komplexen analogen computer-basierten Simulator zur Ausbildung installiert.                                                         |      |

Namensschlüssel:
- erster Buchstabe: S – stationary (stationär), M – mobile (mobil), P – portable (transportabel)
- zweiter Buchstabe: H – high power (hohe Leistung), M – medium power (mittlere Leistung), L – low power (geringe Leistung)
- Zahl: laufende Nummer
- dritter Buchstabe: A bedeutet Installation am Einsatzort

## Errungenschaften
Das Army Nuclear Power Program kann die folgenden Errungenschaften aufweisen:
- detaillierte Designs für Druckwasser-, Siedewasser-, gasgekühlte und Flüssigmetall-Reaktoren
- erstes Kernkraftwerk mit einem Containment (SM-1)
- erste Verwendung von rostfreiem Stahl für Brennelementhülsen (SM-1)
- erstes Kernkraftwerk in den Vereinigten Staaten, das Strom an ein kommerzielles Netz lieferte (SM-1)
- erste nukleare Fernwärmequelle in den Vereinigten Staaten (SM-1A)
- erste Auswechslung eines Dampferzeugers in den Vereinigten Staaten (SM-1A)
- erstes Containment mit Druckunterdrückung (SM-1A)
- erstes operationelles Kernkraftwerk mit Siedewasserreaktor (SL-1)
- erstes portables, vorgefertigtes, modulares Kernkraftwerk, das aufgebaut, betrieben und wieder abgebaut wurde (PM-2A)
- erste Verwendung von Kernenergie zur Meerwasserentsalzung (PM-3A)
- erstes mobiles, auf dem Land transportierbares Kernkraftwerk (ML-1)
- erste nuklear angetriebene Gasturbine mit geschlossenem Brayton-Kreislauf (ML-1)
- erstes (auf einem Schiff) schwimmendes Kernkraftwerk (MH-1A)

## Ausbildung

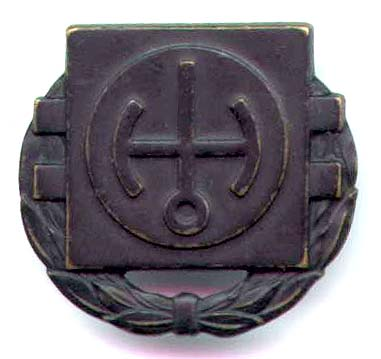
Abzeichen eines Nuclear Power Plant Operators Zweiter Klasse

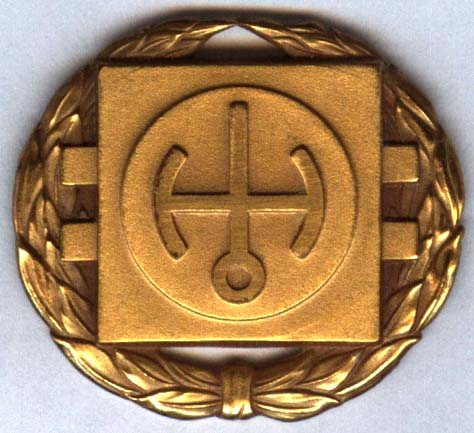
Abzeichen eines Schichtleiters

In Fort Belvoir wurde ein Ausbildungsprogramm für Arbeiter in einem Kernkraftwerk (Nuclear Power Plant Operator Course, NPPOC) durchgeführt. Anwärter für das Programm waren einberufene Männer, die sich zu mindestens zwei Jahren Dienstzeit nach Abschluss der Ausbildung verpflichtet hatten. Die Voraussetzung zur Zulassung zum Programm beinhalteten Eignungstest-Ergebnisse, die mindestens so anspruchsvoll waren wie die für Offizieranwärter.
Der NPPOC war ein intensiver, herausfordernder und ein Jahr dauernder Kurs. Die Ausbildung fand in den drei Phasen Theorie, Betrieb und Spezialgebiet zu je vier Monaten statt. Die Theoriephase bestand aus acht Stunden Unterricht in Elektrotechnik, Mechanik und Reaktortechnik. Die Betriebsphase fand am SM-1 statt und bestand aus Schichtarbeit sowohl als Maschinenarbeiter an der Anlage selbst, als auch als Operateur im Kontrollraum. Die Spezialisierungphase bestand wahlweise aus den Gebieten Mechanik, Elektrotechnik, Instrumentierung oder Gesundheit bzw. Chemie.
Über 1000 Kernkraftwerks-Angestellte erhielten zwischen 1958 und 1977 ihren Abschluss. Alle Kernkraftwerke des Army Nuclear Power Programs wurden durch Personal betrieben, das in den jeweiligen Spezialgebieten ausgebildet wurde.
Ab dem 18. Juni 1965 wurden militärische Abzeichen in den vier Klassen Basic (Grundabzeichen), Second Class (Zweiter Klasse), First Class (Erster Klasse) und Shift Supervisor (Schichtleiter) vergeben. Das Grundabzeichen erhielten Absolventen des NPPOC, während die höheren Klassen die Absolvierung einer bestimmten Zahl von Schichten sowie weitere schriftliche Prüfungen erforderten. Die Abzeichen wurden auf Dienst- und Ausgehuniformen oberhalb der Bänder über der linken Taschenklappe getragen. 1991 wurden die Abzeichen durch die Army Regulation 672-5-1 als obsolet eingestuft, die Regelung erlaubt jedoch weiterhin das Tragen eines Abzeichens, wenn es zuvor verliehen wurde.